# Доммартен-ла-Шоссе
Доммарте́н-ла-Шоссе́ (фр. Dommartin-la-Chaussée) — коммуна во французском департаменте Мёрт и Мозель региона Лотарингия. Относится к кантону Тиокур-Реньевиль.

## География
Доммартен-ла-Шоссе расположен в 26 км к юго-западу от Меца и в 45 км к север0-западу от Нанси. Соседние коммуны: Ажевиль на севере, Сен-Жюльен-ле-Горз на востоке, Шаре на юго-востоке, Дампвиту на западе.
К северу от Шаре расположена авиабаза Шамбле-Бюссьер.

## История
- Коммуна упоминается в 1277 году как принадлежащая барону д’Апремон.

## Демография
Население коммуны на 2010 год составляло 41 человек.
| 1962 | 1968 | 1975 | 1982 | 1990 | 1999 | 2010 |
| ---- | ---- | ---- | ---- | ---- | ---- | ---- |
| 35   | 32   | 23   | 23   | 17   | 36   | 41   |

## Достопримечательности

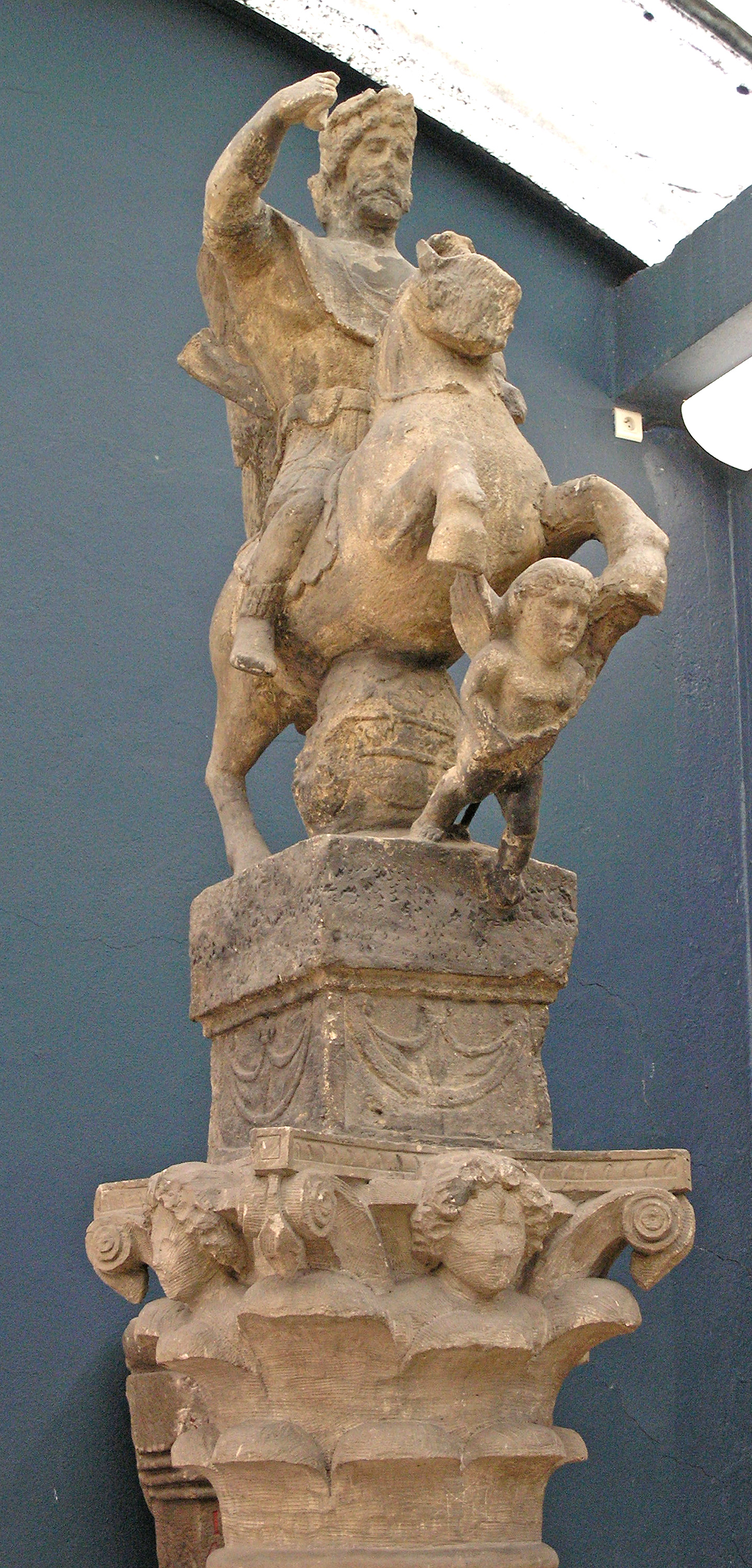
Монумент «Юпитер, попирающий ангипеда» находился на бывшей галлороманской вилле в окрестностях Доммартен-ла-Шоссе. Ныне в музее Лотарингии (Нанси).

- Вилла галлороманского периода взорвана в 1953 году при жилищном строительстве. Трёхметровый монумент «Кавалер Ангипед» в настоящее время находится в Нанси в музее Лотарингии.
- Бывший некрополь периода Меровингов взорван в 1877 году.
- Церковь Сен-Мартен, восстановлена в 1924 году в неороманском стиле.